# Bouffes-Parisiens

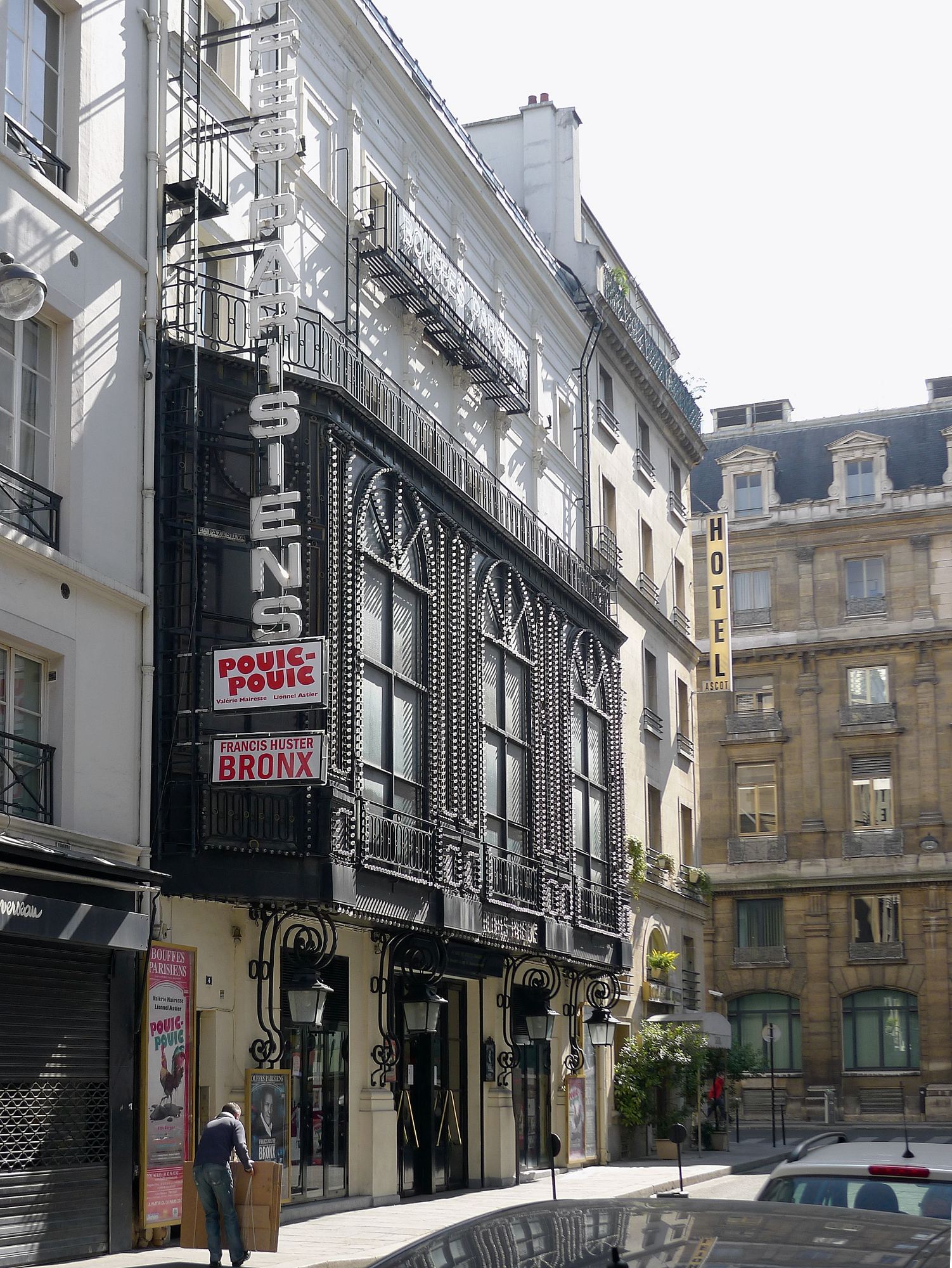
Bouffes-Parisiens mot Rue Monsigny

Bouffes-Parisiens är en parisisk teater som öppnades 1855, då med Jacques Offenbach som teaterns ledare.
Teatern, som kom att bli den ledande operetteatern, inledde sina föreställningar med Les Deux Aveugles och Une nuit blanche. Sitt stora genombrott fick teatern och genren med Orfeus i underjorden, vilken öppnade Paris övriga scener för Offenbach. Bouffes-Parisiens fortsatte sedan som operetteater, men har därtill även tagit upp komediföreställningar. Bland kända uppsättningar under 1900-talet märks Oscar Straus' Trois valses.